# مهاصر (یمن)
 مهاصر  به عربی ( المَهاصر )، روستایی است در ناحیهٔ (بربط)، وأعمال الجوف، در عزلهٔ (بنی الهاشمیة)، 
```
اِب
 از توابع 
```